# Le Lagon bleu (film, 1923)
Pour les articles homonymes, voir The Blue Lagoon et Le Lagon bleu.
Ne doit pas être confondu avec Le Lagon bleu (film, 1949) ou Le Lagon bleu (film, 1980).
Pour plus de détails, voir Fiche technique et Distribution.

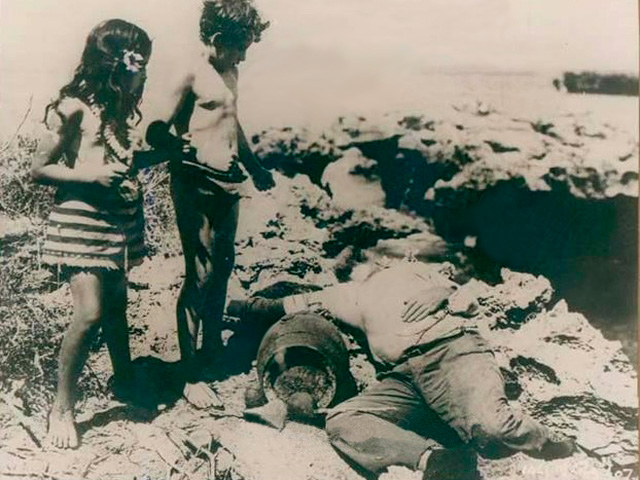

Le Lagon bleu (titre original : The Blue Lagoon) est un film dramatique muet britannico-sud-africain en noir et blanc réalisé par W. Bowden, sorti en 1923. Ceci est la première adaptation cinématographique fondée sur le roman britannique éponyme de Henry De Vere Stacpoole, paru en 1908.

## Fiche technique
- Titre original : The Blue Lagoon
- Titre français : Le Lagon bleu
- Réalisation : W. Bowden
- Production : Dick Cruikshanks
- Société de production : African Film Productions
- Société de distribution : Film Distributors (Royaume-Uni)
- Pays d'origine :  Royaume-Uni /  Union d'Afrique du Sud
- Langue : film muet avec les intertitres en anglais britannique
- Format : Noir et blanc — 35 mm — 1,33:1 — Muet
- Genre : Film dramatique
- Date de sortie :
  - Afrique du Sud : 5 février 1923

## Distribution
- Molly Adair : Emmeline
- Arthur Pusey : Dick
- Dick Cruickshanks : Paddy Burton
- Val Chard : Dick, enfant
- Doreen Wonfer : Emmeline, enfant

## Réadaptations
Le réalisateur Frank Launder réadapte le roman éponyme de Henry De Vere Stacpoole au grand écran sous le même titre en 1949, avec Jean Simmons et Donald Houston, avant que Randal Kleiser ne fasse de même en 1980 aux côtés de Brooke Shields et Christopher Atkins.